# Beatriz Garza Ramos Monroy
Beatriz Garza Ramos Monroy (México, Distrito Federal. 1975)
Es una funcionaria que ha trabajado en la Delegación Magdalena Contreras del Distrito Federal, Afiliada al Partido de la Revolución Democrática (PRD). 
Fue candidata a la Jefatura Delegacional de Magdalena Contreras por la coalición PRD-PT.

Salió derrotado por su contrincante del Partido Revolucionario Institucional - Partido Verde Ecologista de México, Fernando Mercado Guaida.

## Formación profesional e Historial laboral
Realizó estudios en Ingeniería en Computación por la Universidad Nacional Autónoma de México (UNAM). 
Jefa de sistemas en la Secretaría del Trabajo y Previsión Social. 
Dentro de la administración pública en la delegación Magdalena Contreras ha sido jefa de la Unidad de Atención Territorial, en 2005. Subdirectora de Participación Ciudadana, de noviembre de 2005 a septiembre de 2006. Subdirectora del Centro Regional No.1 en la Secretaría de Desarrollo Rural y Equidad para las Comunidades (SEDEREC) Archivado el 16 de mayo de 2015 en Wayback Machine. de octubre de 2010 a mayo de 2012. Directora de Gobierno, de agosto a diciembre de 2013. Directora general de Desarrollo Sustentable, de diciembre de 2014 a enero de 2015.

## Carrera política
Comenzó su carrera como militante del PRD en el año de 1990 y ha trabajado en las llamadas "brigadas del sol" durante diferentes campañas electorales. Ha trabajado en diversos puestos de responsabilidad pública, sin embargo este es el primer cargo de elección popular por el que compite.